# Ceradenia leucosora
Ceradenia leucosora är en stensöteväxtart som först beskrevs av Boj. och William Jackson Hooker, och fick sitt nu gällande namn av Barbara S. Parris. Ceradenia leucosora ingår i släktet Ceradenia och familjen Polypodiaceae. Inga underarter finns listade.